# Route nationale 620
Die Route nationale 620, kurz N 620 oder RN 620, war eine französische Nationalstraße, die von 1933 bis 1973 in zwei Teilen zwischen Lavelanet und Courniou verlief. Ihre Gesamtlänge betrug 103 Kilometer.
Zwischen Lavelanet und Limoux wurde sie aus diesen Départementstrassen zusammengesetzt (Gc = Chemin de grande communication):
- Départemente Ariège
  - Gc  5 Lavelanet - Laroque-d'Olmes
  - Gc  1 Laroque-d'Olmes - Départementgrenze
- Département Aude
  - Gc 10 Départementgrenze - Limoux (N118)
  - Gc  8 nördlich von Carcassonne (N118) - Départementgrenze auf dem Col de Salette
- Département Tarn
  - Gc  88
- Département Hérault
  - Gc  12Et Départementgrenze - Peyrefiche (D 12)
  - Gc  12 Peyrefiche - Courniou